# Gored gored

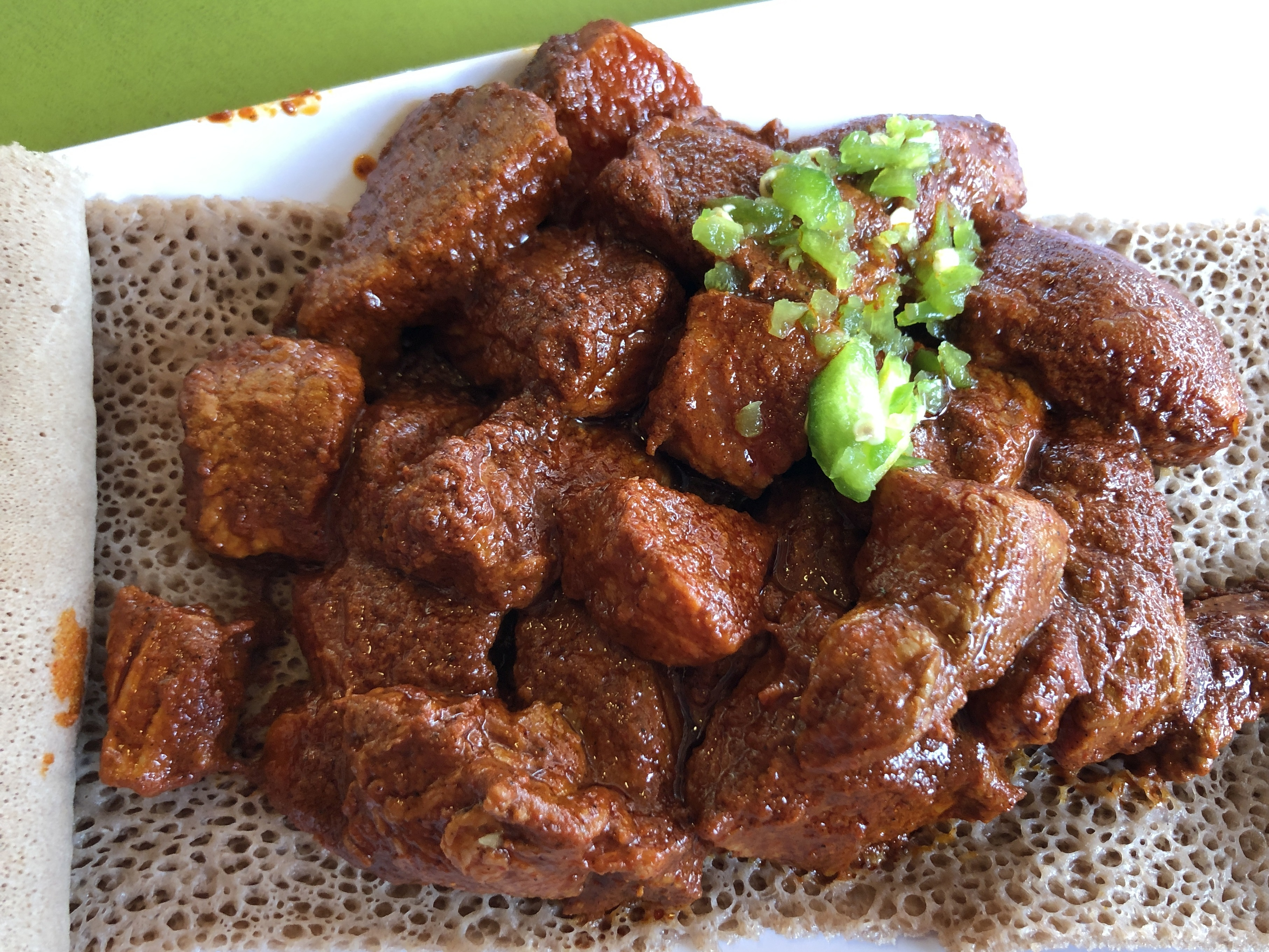
Gored gored encima de una injera.

El Gored gored (pronunciación en amárico: ɡorəd ɡorəd) es un plato de carne cruda que se consume en Etiopía. Mientras que el kitfo es un plato de carne de vacuno picada y marinada en especias y mantequilla clarificada, el gored gored se corta en cubos y se lo deja sin marinar. Al igual que el kitfo, es un plato muy popular y se considera un plato nacional. El gored gored a veces se sirve con mitmita (una mezcla de condimentos en polvo) y con awazi (un tipo de salsa que se prepara con mostaza y ají).